# VK Minyor Pernik
Cet article traite de la section volley-ball. Pour l'article sur la section football, voir PFC Minyor Pernik.
Le VK Minyor Pernik (ВК Миньор Перник) est un club de volley-ball bulgare, section du club omnisports Minyor Pernik, fondé en 1919 et basé à Pernik.

## Palmarès
Minyor Pernik (volley-ball masculin)
- Championnat de Bulgarie (7)
  - Vainqueur : 1954, 1955, 1960, 1961, 1963, 1964, 1965.

- Coupe de Bulgarie (3)
  - Vainqueur : 1954, 1955, 1975.

- Coupe des champions
  - Finaliste: 1965

Minyor Pernik (volley-ball féminin)
- Championnat de Bulgarie (4)
  - Vainqueur : 1949, 1953, 1956, 1960.

- Coupe de Bulgarie (2)
  - Vainqueur : 1955, 1975